# Quatre-Cents
Sauf précision contraire, les dates de cet article sont sous-entendues « avant l'ère commune » (AEC), c'est-à-dire « avant Jésus-Christ ».
Le conseil des Quatre-Cents (en grec ancien οἱ τετρακόσιοι / hoi tetrakósioi) est une institution créée après le coup d'État oligarchique de 411 av. J.-C., en pleine guerre du Péloponnèse, à Athènes.

## Contexte
Le coup d'État de 411 av. J.-C. s'insère dans un contexte de crise de la démocratie athénienne, qui commence en 415 avec l'affaire des Hermocopides et de la parodie des Mystères d'Éleusis. Les Athéniens y voient un mauvais présage avant l'expédition de Sicile, et craignent un complot oligarchique, mené par les hétairies (clubs aristocratiques). Les Cinq-Cents reçoivent alors les pleins pouvoirs pour retrouver et châtier les coupables, générant ainsi un fort climat de paranoïa. En outre, la gestion de l'affaire par le Conseil dégénère : sans l'auto-dénonciation d'Andocide, des citoyens auraient pu être torturés, voire mis à mort sans jugement. La violence s'est surtout exercée des citoyens pauvres et des classes inférieures (métèques, esclaves), vers les plus riches et les Eupatrides, membres des grandes familles aristocratiques de la cité.
L'opération de Sicile débouche finalement sur un désastre : en 414 av. J.-C., 40 000 Athéniens sont massacrés devant Syracuse ou enfermés dans les Latomies puis vendus comme esclaves. Un an plus tard, les Spartiates prennent la forteresse de Décélie, d'où ils menacent directement l'Attique. De surcroît, 20 000 esclaves se révoltent, probablement ceux des mines du Laurion, principale ressource financière d'Athènes, alors que la flotte athénienne a été en grande partie détruite en Sicile, empêchant ainsi la cité d'être ravitaillée en blé.
Après cette suite de désastres, Athènes a pour priorité son approvisionnement. Elle multiplie donc les opérations dans la région de la mer Égée et du Pont-Euxin, d'autant plus que Sparte, alliée aux satrapes de la région, a réussi à pousser nombre de cités (Chios, Clazomènes, Téos et Orchomène) à la défection. Seule Samos reste fidèle, et accueille la flotte athénienne dans son port. Dans la cité, une commission de dix probouloi (dont le poète tragique Sophocle) est mise en place à l'hiver 413 av. J.-C. pour expédier les affaires courantes.

## La prise de pouvoir
Dans ce contexte, les Athéniens sont profondément démoralisés. Remettant en cause leurs institutions, ils seraient prêts à en changer pour éviter la défaite face à Sparte. C'est à ce moment qu'Alcibiade, réfugié auprès du satrape Tissapherne, fait une proposition aux stratèges stationnés à Samos : les Perses accorderont des subsides si la cité change sa politeia (constitution). Un envoyé, Pisandre, est dépêché pour porter la nouvelle à Athènes. Sceptiques, les Athéniens ne veulent ni renverser la démocratie ni rappeler Alcibiade ; mais ils renvoient Pisandre en ambassade auprès de Tissapherne. Il s'avère qu'Alcibiade s'est beaucoup avancé, et que Tissapherne a noué des contacts récents avec Sparte.
Cependant, la nouvelle a suffi à mettre en branle-bas de combat les hétairies. D'ores et déjà, on parle de supprimer les misthoi, ces indemnités du fonctionnement démocratique allouées aux citoyens les plus pauvres. Avant même le retour de Pisandre, les chefs démocrates, comme Androclès, sont assassinés, sans que cela ne suscite d'enquête. Un climat oppressant s'installe. Il est alors d'autant plus facile d'agir dans une légalité formelle que les marins, traditionnellement démocrates, sont cantonnés à Samos. Les dix probouloi sont élargis à vingt, et l'on décide la tenue de l'Assemblée non sur la Pnyx (par crainte de troubles de rues) mais à Colone.
La révolution oligarchique des Quatre-Cents se produit à Athènes le 9 juin 411 av. J.-C. L'Assemblée, terrorisée et médusée, vote un décret qui a pour effet d'abroger les outils de contrôle de la constitutionnalité : les accusations d'illégalité (graphê paranomôn), les dénonciations (eisangelia) ou les citations en justice (prosklêsis) sont interdites. Les misthoi sont supprimés, le pouvoir politique est confié « aux Athéniens les plus capables de contribuer par leur personne et par leur argent (c'est-à-dire capables de s'armer comme hoplites), au nombre de cinq mille au minimum, et pour la durée de la guerre » (Constitution d'Athènes, XXIX, 5).
Les Cinq-Mille élisent ensuite en leur sein cent citoyens, chargés de rédiger la nouvelle constitution. Celle-ci crée un conseil de quatre cents membres, soit quarante de chaque tribu, choisis parmi les citoyens âgés de plus de trente ans. Ce conseil est chargé de remplacer la Boulè, tous les magistrats en exercice devant démissionner.

## Le gouvernement des Quatre-Cents
Choisis pour mener à bien la guerre, les Quatre-Cents se retrouvent rapidement en butte à des difficultés : leurs négociations avec les Perses s'enlisent, alors que celles avec le roi de Sparte Agis II ne parviennent pas à trouver d'issue honorable. Parallèlement, les marins de Samos apprennent le coup d'État oligarchique qui s'est déroulé à Athènes. Ils destituent leurs stratèges, soupçonnés d'être oligarques, et nomment des démocrates, parmi lesquels Thrasybule et Thrasylle. Le premier convainc les soldats de ne pas retourner à Athènes, mais de rappeler Alcibiade et de poursuivre leurs opérations contre les Spartiates.
À Athènes, les Quatre-Cents sont sujets aux dissensions : une faction modérée, menée par Théramène, souhaite revenir à une oligarchie mesurée en rendant le pouvoir aux Cinq-Mille. Face à eux, les oligarques extrémistes sont prêts à trahir la cité pour rester au pouvoir. Finalement, après la révolte de l'Eubée, les hoplites se révoltent et chassent les Quatre-Cents à la fin de l'été 411. Ces derniers ne seront restés au pouvoir que quatre mois.

## La chute
Les Quatre-Cents sont remplacés par les Cinq-Mille. Leur action est mal connue, même si Thucydide juge que « pour la première fois, de [s]on temps du moins, Athènes eut, à ce qu'il paraît, un gouvernement tout à fait bon ; il s'était établi en effet un équilibre raisonnable entre les aristocrates et la masse » (VIII, 97, 2).
Toujours est-il que dès la fin de 411, le Conseil des Cinq-Cents est rétabli. Phrynichos, meneur des extrémistes, est assassiné ; son assassin et ses complices sont portés aux nues. Plusieurs citoyens sont arrêtés, exécutés sans jugement ou voient leurs biens confisqués. En 405, une mesure d'amnistie en faveur des soldats qui s'étaient montrés loyaux aux Quatre-Cents vient clore le chapitre de la révolution de 411.

## Sources
- Aristote, Constitution d'Athènes [détail des éditions] (lire en ligne), XXIX-XXXIII.
- Thucydide, La Guerre du Péloponnèse [détail des éditions] [lire en ligne], Livre VIII, 63, 3-98.